# 卡洛斯·查韦斯
卡洛斯·查韦斯（西班牙語：Carlos Chávez，1928年11月4日—2006年6月2日），巴拿马男子举重运动员。他曾代表巴拿马参加1955年泛美运动会举重比赛，获得一枚金牌。他也曾出战1952年夏季奥运会。